# Ougoureh Kifleh Ahmed
Ougoureh Kifleh Ahmed est un homme politique djiboutien, né à Dikhil le 18 novembre 1955.

## Carrière
Ougoureh Kifleh Ahmed est membre du Front pour la restauration de l’unité et la démocratie, acteur de la guerre civile à Djibouti à partir de 1991.
En 1994, Ougoureh Kifleh Ahmed est le chef de file de la fraction du FRUD favorable à l’arrêt des hostilités et aux négociations avec le gouvernement djiboutien. Le mouvement se divise alors en deux. Le 26 décembre 1994, il signe un accord de paix avec le gouvernement au nom de la partie du FRUD dont il est secrétaire général, alors que la fraction dirigée par Ahmed Dini poursuit la lutte armée jusqu'en 2001.
Il devient alors ministre de l’Agriculture en juin 1995, puis de l’Administration et de la Réforme administrative en décembre 1997, enfin ministre de la Défense en mai 1999. Il est également secrétaire général du FRUD.
Il est élu député au sein de la liste conjointe FRUD-RPP pour la région de Dikhil aux élections de décembre 1997, réélu en 2003 et 2008.
En mai 2011, il n'est pas renouvelé dans le gouvernement djiboutien .
Il est décoré de l’ordre de la Grande Étoile de Djibouti par le président Ismail Omar Guelleh en 2004.